# Olympische Winterspiele 2002/Teilnehmer (Tschechien)
| Gelbes Symbol für Goldmedaillen mit stilisierten Olympischen Ringen | Graues Symbol für Silbermedaillen mit stilisierten Olympischen Ringen | Braundes Symbol für Bronzemedaillen mit stilisierten Olympischen Ringen |
| ------------------------------------------------------------------- | --------------------------------------------------------------------- | ----------------------------------------------------------------------- |
| 1                                                                   | 2                                                                     | —                                                                       |

Tschechien nahm an den Olympischen Winterspielen 2002 im US-amerikanischen Salt Lake City mit einer Delegation von 78 Athleten in 13 Disziplinen teil, davon 59 Männer und 19 Frauen. Mit einer Goldmedaille und zwei Silbermedaillen platzierte sich Tschechien auf dem 16. Platz im Medaillenspiegel.
Fahnenträger bei der Eröffnungsfeier war der Freestyle-Skier Aleš Valenta, der im Sprungwettbewerb Olympiasieger wurde. Die beiden Silbermedaillen gewann Kateřina Neumannová im Skilanglauf.

## Teilnehmer nach Sportarten

### Biathlon
Männer
- Roman Dostál
10 km Sprint: 34. Platz (27:04,9 min)
12,5 km Verfolgung: 44. Platz (37:26,8 min)
20 km Einzel: 35. Platz (56:19,6 min)
4 × 7,5 km Staffel: 5. Platz (1:26:36,1 h)

- Petr Garabík
10 km Sprint: 47. Platz (27:30,9 min)
20 km Einzel: 25. Platz (55:12,2 min)
4 × 7,5 km Staffel: 5. Platz (1:26:36,1 h)

- Tomáš Holubec
10 km Sprint: 32. Platz (27:01,8 min)
12,5 km Verfolgung: 45. Platz (37:31,1 min)

- Ivan Masařík
20 km Einzel: 42. Platz (56:40,6 min)
4 × 7,5 km Staffel: 5. Platz (1:26:36,1 h)

- Zdeněk Vítek
10 km Sprint: 14. Platz (26:14,0 min)
12,5 km Verfolgung: 17. Platz (34:21,0 min)
20 km Einzel: 57. Platz (58:07,9 min)
4 × 7,5 km Staffel: 5. Platz (1:26:36,1 h)

Frauen
- Eva Háková
7,5 km Sprint: 34. Platz (23:09,4 min)
10 km Verfolgung: 25. Platz (34:20,1 min)
15 km Einzel: 35. Platz (52:11,0 min)
4 × 7,5 km Staffel: 8. Platz (1:31:07,6 h)

- Kateřina Losmanová
7,5 km Sprint: 39. Platz (23:14,6 min)
10 km Verfolgung: 22. Platz (34:04,7 min)
15 km Einzel: 19. Platz (50:42,0 min)
4 × 7,5 km Staffel: 8. Platz (1:31:07,6 h)

- Irena Česneková
7,5 km Sprint: 22. Platz (22:33,5 min)
10 km Verfolgung: 31. Platz (34:41,7 min)
15 km Einzel: 28. Platz (51:28,0 min)
4 × 7,5 km Staffel: 8. Platz (1:31:07,6 h)

- Magda Rezlerová
7,5 km Sprint: 32. Platz (23:05,0 min)
10 km Verfolgung: 34. Platz (35:02,9 min)
4 × 7,5 km Staffel: 8. Platz (1:31:07,6 h)

- Zdeňka Vejnarová
15 km Einzel: 23. Platz (50:54,7 min)

### Bob
Männer, Zweier
- Jan Kobián, Pavel Puškár (CZE-1)
19. Platz (3:13,10 min)

- Ivo Danilevič, Roman Gomola (CZE-2)
16. Platz (3:13,08 min)

Männer, Vierer
- Pavel Puškár, Milan Studnička, Peter Kondrát, Ivo Danilevič, Jan Kobián (CZE-1)
15. Platz (3:09,93 min)

### Eiskunstlauf
Paare
- Kateřina Beránková & Otto Dlabola
8. Platz (11,5)

Eistanz
- Kateřina Kovalová & David Szurman
20. Platz (40,4)

### Eishockey
Männer
| - Dominik Hašek - Milan Hnilička - Roman Čechmánek - Pavel Kubina - Roman Hamrlík - Tomáš Kaberle - Martin Škoula - Jaroslav Špaček - Michal Sýkora - Richard Šmehlík - Jaromír Jágr - Martin Havlát | - Jiří Dopita - Robert Lang - Martin Ručínský - Patrik Eliáš - Petr Sýkora - Milan Hejduk - Robert Reichel - Jan Hrdina - Radek Dvořák - Petr Čajánek - Pavel Patera |

- 7. Platz

### Eisschnelllauf
Männer
- David Kramár
1000 m: 43. Platz (1:14,05 min)

### Freestyle-Skiing
Männer
- Aleš Valenta
Springen: Gold  (257,02)

Frauen
- Nikola Sudová
Buckelpiste: 19. Platz (in der Qualifikation ausgeschieden)

### Nordische Kombination
- Pavel Churavý
Sprint (Großschanze / 7,5 km): 15. Platz (17:58,0 min)
Einzel (Normalschanze / 15 km): 16. Platz (43:11,3 min)
Staffel (Normalschanze / 5 km): 9. Platz (53:28,8 min)

- Lukáš Heřmanský
Staffel (Normalschanze / 5 km): 9. Platz (53:28,8 min)

- Milan Kučera
Sprint (Großschanze / 7,5 km): 35. Platz (19:13,5 min)
Einzel (Normalschanze / 15 km): 41. Platz (48:32,4 min)
Staffel (Normalschanze / 5 km): 9. Platz (53:28,8 min)

- Ladislav Rygl
Einzel (Normalschanze / 15 km): 39. Platz (46:06,5 min)

- Petr Šmejc
Sprint (Großschanze / 7,5 km): 24. Platz (18:31,9 min)
Einzel (Normalschanze / 15 km): 43. Platz (49:13,7 min)
Staffel (Normalschanze / 5 km): 9. Platz (53:28,8 min)

### Rennrodeln
Männer, Einsitzer
- Michal Kvíčala
30. Platz (3:04,273 min)

Frauen
- Markéta Jeriová
19. Platz (2:56,130 min)

### Shorttrack
Frauen
- Kateřina Novotná
500 m: 27. Platz (im Vorlauf ausgeschieden)
1000 m: 26. Platz (im Vorlauf ausgeschieden)
1500 m: 15. Platz (im Halbfinale ausgeschieden)

### Skeleton
Männer
- Josef Chuchla
24. Platz (1:48,66 min)

### Ski Alpin
Männer
- Ondřej Bank
Abfahrt: 39. Platz (1:43,33 min)
Riesenslalom: Rennen nicht beendet
Slalom: Rennen nicht beendet
Kombination: Slalomrennen nicht beendet

- Stanley Hayer
Riesenslalom: 25. Platz (2:27,83 min)
Slalom: 15. Platz (1:46,12 min)
Kombination: 10. Platz (3:24,44 min)

- Jan Holický
Abfahrt: 46. Platz (1:45,49 min)
Slalom: Rennen nicht beendet
Kombination: 20. Platz (3:31,15 min)

- Petr Záhrobský
Super-G: 24. Platz (1:25,67 min)
Riesenslalom: 31. Platz (2:29,96 min)

- Borek Zakouřil
Abfahrt: 40. Platz (1:43,63 min)
Super-G: Rennen nicht beendet
Riesenslalom: Rennen nicht beendet
Kombination: 12. Platz (3:25,20 min)

Frauen
- Lucie Hrstková
Super-G: 25. Platz (1:16,56 min)
Riesenslalom: Rennen nicht beendet
Slalom: Rennen nicht beendet
Kombination: Slalomrennen nicht beendet

- Eva Kurfürstová
Riesenslalom: 23. Platz (2:36,20 min)
Slalom: 21. Platz (1:54,19 min)

- Gabriela Martinovová
Abfahrt: 30. Platz (1:44,25 min)
Super-G: Rennen nicht beendet
Kombination: 23. Platz (2:58,66 min)

- Petra Zakouřilová
Riesenslalom: 27. Platz (2:36,83 min)
Slalom: Rennen nicht beendet
Kombination: 16. Platz (2:51,83 min)

### Skilanglauf
Männer
- Lukáš Bauer
20 km Verfolgung: 12. Platz (27:03,7 min + 24:16,3 min)
30 km Freistil: 6. Platz (1:12:22,3 h)
50 km klassisch: 8. Platz (2:10:41,9 h)
4 × 10 km Staffel: 7. Platz (1:35:31,3 h)

- Martin Koukal
1,5 km Sprint: 10. Platz (3:02,6 min)
20 km Verfolgung: 44. Platz (28:26,9 min + 26:17,8 min)
30 km Freistil: 20. Platz (1:14:25,9 h)
50 km klassisch: 38. Platz (2:21:05,3 h)
4 × 10 km Staffel: 7. Platz (1:35:31,3 h)

- Jiří Magál
15 km klassisch: 29. Platz (39:48,6 min)
30 km Freistil: 43. Platz (1:17:18,3 h)
50 km klassisch: 19. Platz (2:15:06,8 h)
4 × 10 km Staffel: 7. Platz (1:35:31,3 h)

- Petr Michl
15 km klassisch: 34. Platz (40:00,2 min)
30 km Freistil: 24. Platz (1:14:40,0 h)
50 km klassisch: 42. Platz (2:23:43,3 h)
4 × 10 km Staffel: 7. Platz (1:35:31,3 h)

- Milan Šperl
15 km klassisch: 45. Platz (41:16,7 min)
20 km Verfolgung: 52. Platz (29:04,6 min + 27:33,7 min)
50 km klassisch: 49. Platz (2:28:28,8 h)

Frauen
- Helena Balatková-Erbenová
1,5 km Sprint: 42. Platz (3:29,23 min)
10 km Verfolgung: 42. Platz (14:20,6 min + 14:07,6 min)
15 km Freistil: 41. Platz (44:17,8 min)
4 × 5 km Staffel: 4. Platz (50:35,2 min)

- Ilona Bublová
1,5 km Sprint: 43. Platz (3:29,35 min)
10 km klassisch: 49. Platz (32:32,8 min)
15 km Freistil: 51. Platz (47:31,8 min)

- Kateřina Hanušová
10 km Verfolgung: 62. Platz (nicht für das Freistilrennen qualifiziert)
15 km Freistil: 20. Platz (42:15,7 min)
30 km klassisch: 40. Platz (1:48:52,6 h)
4 × 5 km Staffel: 4. Platz (50:35,2 min)

- Kateřina Neumannová
1,5 km Sprint: 13. Platz (3:18,9 min)
10 km Verfolgung: Silber  (13:27,6 min + 12:11,8 min)
15 km Freistil: Silber  (40:01,3 min)
4 × 5 km Staffel: 4. Platz (50:35,2 min)

- Kamila Rajdlová
10 km klassisch: 26. Platz (30:17,9 min)
10 km Verfolgung: 45. Platz (14:11,1 min + 14:11,4 min)
30 km klassisch: 27. Platz (1:41:57,7 h)
4 × 5 km Staffel: 4. Platz (50:35,2 min)

### Skispringen
- Michal Doležal
Normalschanze: 50. Platz (nicht für den 2. Finalsprung qualifiziert)
Großschanze: 51. Platz (nicht für das Finale qualifiziert)
Mannschaft: 12. Platz (724,6)

- Jakub Janda
Normalschanze: 39. Platz (nicht für den 2. Finalsprung qualifiziert)
Großschanze: 44. Platz (nicht für den 2. Finalsprung qualifiziert)
Mannschaft: 12. Platz (724,6)

- Jan Matura
Normalschanze: 47. Platz (nicht für den 2. Finalsprung qualifiziert)
Großschanze: 37. Platz (nicht für das Finale qualifiziert)
Mannschaft: 12. Platz (724,6)

- Jan Mazoch
Normalschanze: 35. Platz (nicht für den 2. Finalsprung qualifiziert)
Großschanze: 36. Platz (nicht für den 2. Finalsprung qualifiziert)
Mannschaft: 12. Platz (724,6)